# Håstads landskommun
Håstads landskommun var en tidigare kommun i dåvarande Malmöhus län.

## Administrativ historik
Kommunen bildades i Håstads socken i Torna härad i Skåne när 1862 års kommunalförordningar trädde i kraft. 
Vid kommunreformen 1952 uppgick kommunen i Torns landskommun som 1967 uppgick i Lunds stad som 1971 ombildades till Lunds kommun.

## Politik

### Mandatfördelning i Håstads landskommun 1938-1946
| 11 | 4 |

| 14 |

| 11 | 4 |

| 14 |

| 12 | 3 |

| 14 |